# L'Affaire Paliser
Pour plus de détails, voir Fiche technique et Distribution.
L'Affaire Paliser (titre original : The Paliser Case) est un film américain réalisé par William Parke, sorti en 1920.

## Synopsis
Une jeune femme, Cassy, consent à un mauvais mariage avec un riche homme sans scrupules (Monty Paliser) afin de sauver son père de la ruine. Quelques jours plus tard, Paliser est assassiné alors qu'il est à une représentation à l'opéra.
Un jeune homme se retrouve alors accusé.

## Fiche technique
- Titre original : The Paliser Case
- Titre français : L'Affaire Paliser
- Réalisation : William Parke
- Scénario : Edfrid Bingham, d'après une histoire d'Edgar Saltus
- Photographie : Edward Gheller
- Société de production : Goldwyn Pictures Corporation
- Pays de production :  États-Unis
- Langue originale : anglais
- Format : noir et blanc — 35 mm — 1,33:1 — Film muet
- Durée : 5 bobines - 50 minutes
- Dates de sortie : 
  - États-Unis : 15 février 1920
  - France : 5 mai 1922

## Distribution
- Pauline Frederick : Cassy Cara
- Albert Roscoe : Lennox
- James Neil : Cara
- Hazel Brennan : Margaret Austen
- Kate Lester : Mrs. Austen
- Carrie Clark Ward : Tambourina
- Warburton Gamble : Monty Paliser
- Alec Francis : Paliser Sr.
- Eddie Sutherland : JackMenzies
- Tom Ricketts : Major Archie Phipps
- Virginia Foltz : Mrs. Colquhuon